# Guglielmo Andreini
Guglielmo Andreini (* 23. September 1954) ist ein italienischer Endurosportler. Während seiner Karriere gewann er mehrfach den Europameistertitel.

## Karriere
1970 begann Andreini seine sportliche Laufbahn in der Klasse bis 50 cm³. im folgenden Jahr gewann er die FMI-Trophäe auf einer Penton in der Klasse bis 100 cm³. 1978 gewann er der Klasse bis 500 cm³ mit einer SWM die italienische Meisterschaft. Im folgenden Jahr gewann er in dieser Klasse die Europameisterschaft, war Mitglied der siegreiche italienischen Six Days-Trophy-Mannschaft und wurde italienischer Moto-Cross-Meister. 1980 verteidigte er den Europameistertitel und gewann die italienische Geländefahrt Valli Bergamasche.
1981 wurde er auf einer Maico italienischer Meister in der Klasse bis 500 cm³. Im folgenden Jahr verteidigte er diesen Titel und wurde Europameister. Erneut gewann Andreini in diesem Jahr die Valli Bergamasche. Seinen Sieg bei der nationalen Meisterschaft konnte er im folgenden Jahr auf Maico und später Husqvarna wiederholten.
1984 wurde er in der Klasse über 500 cm³-Viertakt mit einer Honda Europameister. 1986 wurde er in dieser Klasse mit einer Husqvarna italienischer Meister, außerdem gewann er mit der italienischen Nationalmannschaft die Internationale Sechstagefahrt in Italien.
Guglielmo Andreini nahm insgesamt 17 mal an einer Sechstagefahrt teil und gewann dabei 15 Goldmedaillen.
Ab 1993 arbeitete Andreini als Mechaniker im Cagiva-Motorrad-WM-Team von Giacomo Agostini für John Kocinski. Später arbeitete er bei verschiedenen weiteren Teams in der 500-cm³-WM, unter anderem betreute er auch Luca Cadalora. Danach ging Andreini in die Superbike-WM, wo er im Ducati-Werksteam für Carl Fogarty, Ben Bostrom und Rubén Xaus arbeitete. Weiterhin betreute er in der MotoGP-Klasse Loris Capirossi im Ducati MotoGP Team sowie Marco Melandri und Makoto Tamada. Im Jahr 2007 arbeitete Andreini als Mechaniker für Max Biaggi im Team Alstare Suzuki Corona Extra in der Superbike-WM. Seit 2008 arbeitet er für das Pramac-Team in der MotoGP-Klasse und betreut derzeit Aleix Espargaró.

## Wichtigste Erfolge
Italienischer Enduro-Meister1978, 1981, 1982, 1983, 1986
Enduro-Europameister1979, 1980, 1982, 1984
Internationale Sechstagefahrt1979 (Trophy), 1980 (Trophy), 1986 (Trophy)